# L'uomo finito
L'uomo finito - Un racconto della recente campagna contro i Bugaboos e i Kickapoos (The Man That Was Used Up - A Tale of the Late Bugaboo and Kickapoo Campaign) è un racconto di Edgar Allan Poe pubblicato per la prima volta nella Burton's Gentleman's Magazine (agosto 1839) ed inserito quindi nella raccolta Racconti del grottesco e dell'arabesco (Tales of the Grotesque and Arabesque) uscita nel 1840.

## Trama
Il racconto è narrato in prima persona dallo scrittore al quale è stato presentato il famoso e illustre generale John A.B.C. Smith. Il narratore non riesce a ricordare bene la data e il luogo dell'incontro a causa della agitazione e ansia che lo hanno assalito durante l'incontro stesso. Perché al più piccolo indizio di mistero che non riesce ad afferrare lo scrittore va in uno stato di pietosa agitazione. Prima di iniziare la loro deliziosa conversazione, il famoso generale John A.B.C. Smith, eroe della campagna militare contro le tribù indiane dei Bugaboos e i Kickapoos, si inchina davanti allo scrittore. Il narratore non ha mai ascoltato oratore più sciolto, né visto mai uomo così eccellente nel fisico e di così vasta cultura. Con ritegno e delicatezza il generale evita di toccare il tema che allo scrittore sta più a cuore, ovvero i misteriosi accadimenti della guerra contro gli indiani Bugaboos e Kickapoos. Il generale, infatti, è alquanto restio a raccontare le vicende di quella guerra e preferisce dilungarsi sui più recenti ritrovati della scienza e della tecnica. Dopo il congedo dal generale, la curiosità, da parte dello scrittore, sulla guerra contro gli indiani non è per niente soddisfatta e cresce in lui il bisogno di ottenere una risposta esaustiva. Deciso a risolvere questo mistero il narratore si rivolge a diversi conoscenti e amici per ottenere ulteriori informazioni sull'illustre generale John A.B.C. Smith, ma ogni qualvolta essi stanno per riferirgliele, sopravviene un qualche fatto accidentale che interrompe il colloquio. 
La prima occasione gli si offre, casualmente, di domenica quando il narratore incontra Miss Tabhita T. in chiesa e sottovoce iniziano a parlare del grande generale. Il prete, il dottor Drummummupp, infuriato perché infastidito dal loro brusìo molesto, alza la voce e batte il pugno sul pulpito mentre sta tenendo la predica. Quindi lo scrittore è costretto al silenzio fino alla fine della messa.
La sera successiva quando il narratore si reca al teatro Rantipole, dove stanno rappresentando "Otello" di Shakespeare, incontra le sorelle Arabella e Miranda Cognoscenti che essendo esempi di affabile onniscienza, sicuramente, sanno molto del generale. Così parlando con loro, cerca di ottenere risposte sulla guerra del generale contro gli indiani, ma l'attore di nome Climax che interpreta Iago, infastidito dal loro bisbiglìo, urla la propria parte nell'orecchio dello scrittore scuotendogli il pugno in faccia perché faccia silenzio. Dopo di che, adirato, il narratore lascia le signorine Cognoscenti e va dietro le quinte del teatro a strigliare quel cane villano di Climax. Una sera alla festa della deliziosa vedova Mrs Kathleen O'Trump mentre il narratore gioca a whist con la donna, chiede a questa approfondimenti sul generale, ma la risposta della signora O'Trump viene poi interrotta da una donna che urla da un angolo della stanza. E quindi a questo punto lo scrittore interrotto e infastidito decide di andar via. 
In un'altra serata di gala mentre lo scrittore danza con la signora Pirouette, affronta l'argomento dell'illustre generale, ma anche questa volta il discorso viene interrotto da una signora lì presente, Miss Bas-Bleus, che discute sul vero nome di un'opera di Lord Byron. Lo scrittore va a dirimere la disputa sul nome dell'opera, e poi non riesce a tornare più sull'argomento del generale.
Un altro giorno il narratore va a trovare l'amico Theodore Sinivate chiedendogli del generale, ma le risposte dell'amico non soddisfano le sue richieste e il narratore se ne va. Decide, così, di andare direttamente alla sorgente per risolvere una volta per tutte quel mistero che così tanto lo assillava.
Una mattina, alla buon'ora, il narratore si presenta a casa del grande generale, mentre ancora si doveva vestire, e il vecchio servo nero di nome Pompeo lo fa accomodare proprio nella camera da letto dell'illustre militare. Il narratore si guarda intorno senza scorgere nessuno, ma a un certo punto sul pavimento accanto ai suoi piedi nota un fagotto bizzarro e non essendo di buon umore gli tira un calcio per levarselo dai piedi. A quel punto una vocina sottile sottile si leva dal fagotto e gli dice che l'ospite è stato molto cortese. Il narratore spaventato si rifugia in un angolo della stanza. Il fagotto continua a sibilargli che non si deve spaventare e che lo scrittore, quindi, non lo conosce davvero poi così bene. Il narratore sbigottito e barcollante raggiunge una poltrona e vede il fagotto in terra esibirsi in misteriose evoluzioni come se si stesse infilando una calza nell'unica gamba che possiede. Il servo Pompeo, inizialmente, porge al fagotto una gamba di sughero così che, dopo averla avvitata, questa cosa si alza in piedi. Poi Pompeo gli porge il braccio, gli infila spalle e petto, gli sistema un parrucchino in testa, gli infila gli occhi, infine gli installa in bocca dentiera e palato. Mentre Pompeo lo aiuta a prepararsi, il fagotto gli parla di quello che gli hanno fatto gli indiani e lo scrittore capisce che quella cosa altri non è che l'illustre generale John A.B.C. Smith. Infatti, durante la campagna di guerra ai Bugaboos e i Kickapoos, gli indiani avevano procurato all'illustre generale gravissime ferite e mutilazioni. Gli avevano tagliato una gamba, tagliato un braccio, cavato gli occhi, col calcio di un fucile gli avevano rotto tutti i denti e rovinato il palato, gli avevano tagliato i sette ottavi della lingua e preso lo scalpo. Il narratore dopo aver ringraziato il militare di così tanta cortesia, si congeda finalmente soddisfatto perché quell'arcano, che così a lungo lo aveva turbato, era stato svelato. L'illustre generale John A.B.C. Smith era veramente l'uomo che era stato interamente consumato.